# Hieracium mattiroloanum
Hieracium mattiroloanum es una especie de planta con flor del género Hieracium, de la familia Asteraceae, orden Asterales.

## Distribución
Hieracium mattiroloanum se distribuye por Francia, Italia y Cerdeña.

## Taxonomía
Fue descrita científicamente por Arv.-Touv. y Belli.